# Lilium eupetes
Lilium eupetes är en liljeväxtart som beskrevs av Julian Mark Hugh Shaw. Lilium eupetes ingår i släktet liljor, och familjen liljeväxter.
Artens utbredningsområde är Vietnam. Inga underarter finns listade.